# チョン・ジュナ
チョン・ジュナ（朝鮮語: 정준하、1971年3月18日 - ）は、韓国のコメディアン、俳優、ミュジカル俳優。1995年MBCの<テーマ劇場>でデビュー。2000年代から俳優、ミュジカル俳優などで活動範囲を広げている。芸能人野球チーム「ゾマゾマ」所属。

## 略歴
- 1971年3月18日ソウル特別市生まれ。
- 江西高等学校卒業。芸能界デビューまでマネージャーで活動する。
- 1995年 MBCの『テーマ劇場』でデビューを果たす。
- 2004年 MBCの『コメディハウス』のコーナー、「Nobrain Survivor」での活躍で大ブレイク。この時期からドラマー及び映画にも顔を出すことになる。
- 2006年 MBCの『無限挑戦』のレギュラーメンバーとして合流。またミュジカル俳優としてデビュー。
- 2012年5月20日 在日韓国人女性キャビンアテンダントと4年間の交際の末に結婚した。思い切りハイキックで共演したベテラン俳優イ・スンジェが司会を務めるなど、結婚式には多くの芸能人が参加した。

## 逸話
- クォン・サンウ、パク・ヨンハ、ソ・ジソプなどと親交がある。
- ボブスレー韓国国家代表選抜戦に選手として参加し、2009年大韓体育会ボブスレー選手として正式登録されている。
- 韓国音楽著作権協会に正式作詞家として登録されている。登録曲は2011年7月発売予定の無限挑戦西海岸高速道路ソング・フェストアルバムに収録されている<情けをかけるの?>。

## 現在放送中のレギュラー番組
- 無限挑戦（MBC / 毎週土曜日18:30 - 19:50）
- ミスマッチ（skyDrama / 9月から放送開始）
- くらっとキャンプ（MBC every1 / 毎週木曜日20:30 - 22:00)
- 妻が怒った（チャンネルA / 毎週金曜日23:00 - 24:00)

## 出演

### 映画
- ふたつの恋と砂時計（2004年） - イPD 役
- カリスマ脱出記（2005年） - ゴ・ミンシック 役
- 家門の危機（2006年） - ジョンミョン 役
- 家門の復活（2006年） - ジョンミョン 役
- キム館長対キム館長対キム館長（2006年） - 剣道人ナカムラ 役（特別出演）

### ドラマ
- 皇太子の初恋 (2004年、SBS)
- チャン・ギルサン（2004年、SBS）
- 回転木馬（2005年、MBC）
- 新入社員（2005年、MBC）
- 不作法な女子たち（2006年、MBC）
- なんでウチに来たの?（2008年、SBS）

※以下は『無限挑戦』のメンバー全員出演作
- イ・サン（2008年、MBC） - 様々なエキストラで出演した。
- 内助の女王（2009年、MBC） - 就職準備生 役

### シットコム
- 思い切りハイキック（2006 - 2007年、MBC） - イ・ジュナ 役（日本では2007年5月21日からKNTVで放送をスタートした。）

### ミュジカル
- フル・モンティ（2006年）
- ヘアスプレイ（2008年）
- ラジオスター（2009年） - マネージャー 役

## ディスコグラフィー

### シングル

#### プロジェクト・シングル
- 無限挑戦江辺北路ソング・フェスト（2007年9月4日発売）
  - Track6 <My Way>
- 無限挑戦オリンピック大路デュエットソング・フェスト（2009年7月13日発売）
  - Track6 <水炊き>
  - ※AFTERSCHOOLとのユニット「アフターシェービング」名義。
- 無限挑戦西海岸高速道路ソング・フェスト（2011年7月2日発売）
  - Track5 <情けかけるの?>
  - ※Sweet Sorrowとのユニット「Sweet kotSorrow」名義。ユニット名の「Sweet kotSorrow」は、ジョン・ジュナの特有の鼻音（韓国語で콧소리（Kotssori））とSweet Sorrowの合成語から由来。
- 無限挑戦それなりに歌手だソング・フェスト（2012年1月7日発売）
  - Track1 <背の高い老いた未婚男性の話>
- 無限挑戦パク・ミョンスのどうだろう？ソング・フェスト（2013年1月5日発売）
  - Track5 <愛してるよ>
- 無限挑戦自由路高速道路ソング・フェスト（2013年11月2日発売）
  - Track1 <消えるもの>
  - ※キムCとのユニット「ビョンサル」名義。イ・ソラとBeenzinoがフィーチャリングで参加している。
- 無限挑戦嶺東高速道路ソング・フェスト（2013年11月2日発売）
  - Track4 <My Life>
  - ※ユン・サンとのユニット「サンジュナ」名義。SISTARのヒョリンがフィーチャリングで参加している。

#### デジタル・シングル
- 「All You Needs Is Love」（2006年12月19日発売 / 無限挑戦のメンバー全員によるデジタル・シングル）

## 受賞履歴
- MBC放送演芸大賞 コメディ部門 最優秀賞（2003年）
- MBC放送演芸大賞 人気賞（2003年）
- MBC放送演芸大賞 大賞（2007年 / 『無限挑戦』のメンバー全員、イ・シュンジェと共同受賞）
- 第89回全国体育大会 エアロビック同好者一般部 6人組 第2位（2008年 / 『無限挑戦』で「エアロビックSP」というタイトルで放送された。）
- MBC放送演芸大賞 プロデューサー賞（2009年 / 『無限挑戦』メンバー全員受賞）
- MBC演芸大賞 ベストカップル賞（2012年）
- MBC放送演芸大賞 ショーバラエティー部門最優秀賞（2014年）